# Осуществлённые архитектурные проекты А. В. Щусева
В этом списке приводятся осуществлённые архитектурные работы — здания, надгробные памятники и интерьеры — по проектам Алексея Викторовича Щусева (1873—1949). В нём не отражены сценографические и живописные работы и нереализованные архитектурные проекты (в том числе начатые постройкой, но не завершённые). В основе списка — перечень работ Щусева, приведённый в монографии Д. С. Хмельницкого (2021). Храмовая архитектура и надгробные памятники приводятся по монографии Д. В. Кейпен-Вардиц (2013). Датировка и атрибуция отдельных работ уточнена по публикациям С. О. Хан-Магомедова (1972), М. В. Евстратовой и С. В. Колузакова (2000—2020-е годы).

## Вопросы авторства
В 1900-е годы Щусев быстро прошёл путь от профессионала-одиночки, самостоятельно выполнявшего проектные чертежи и росписи интерьеров, до главы крупной архитектурной фирмы. К 1914 году на Щусева работало созвездие художников, которые и создали бо́льшую часть щусевского графического наследия. Вокруг него сформировалось ядро компетентных архитекторов и художников — Е. Е. Лансере, А. М. Рухлядев, А. В. Снигарёв, Н. Я. Тамонькин и другие. В дореволюционных работах на Казанском вокзале участвовало созвездие художников-мирискусников; в годы гражданской войны Щусев возглавлял объединение московских архитекторов, работавших над градостроительным планом «Новая Москва», в 1933—1937 годы — 2-ю архитектурную мастерскую Моссовета, в 1938—1949 годы — институт «Академпроект». Практически все щусевские проекты 1910—1940-х годов были результатом коллективного труда — но утверждались подписью Щусева. Его нередко, и с точки зрения XXI века небезосновательно, обвиняли в плагиате и чрезмерной эксплуатации подчинённых ему мастеров. В 1937 году его действия в ходе перепроектирования гостиницы «Москва» стали формальным поводом для изгнания со всех руководящих постов и передачи щусевских проектов другим архитекторам.
В популярных изданиях здания, спроектированные «фирмами» Щусева, нередко атрибутируются ему одному, тогда как в академической литературе приводятся списки соавторов и помощников, а в ходе архивных исследований выявляются и иные соавторы, не учтённые в официальных списках. Например, авторами «щусевского» здания Наркомзема в советской литературе признавались сам Щусев и А. З. Гринберг (автор эскизного проекта), а младшими соавторами И. А. Француз и Г. К. Яковлев — но не Д. Д. Булгаков, участвовавший в составлении проекта наравне с Французом и Яковлевым. Крупнейшие проекты Щусева первой половины 1930-х годов — гостиница «Москва», театр Мейерхольда и театр в Новосибирске — были переделками уже строившихся модернистских зданий, разработанных другими архитекторами. В первом случае авторы первоначального проекта Л. И. Савельев и О. А. Стапран были переподчинены Щусеву на правах младших соавторов, в двух других о «соавторстве» говорить невозможно. Театр Мейерхольда после опалы Щусева перешёл в ведение Д. Н. Чечулина, который и был признан архитектором здания, осуществлённого как Концертный зал имени П. И. Чайковского.
Щусев традиционно включается в число основных авторов комплекса институтов АН СССР на Ленинском проспекте, но уже в 1970-е годы К. Н. Афанасьев признавал, что «Щусев мало работает над их архитектурой, передоверяя большую часть работы своим соавторам А. В. Снигареву, H. М. Морозову, Б. М. Тарелину». Другая крайность — полное отрицание вклада Щусева — проявилось в московской городской легенде, приписывавшей единоличное авторство Мавзолея Ленина И. А. Французу. Легенда оказалась настолько устойчивой, что в 1970-е годы пришлось создать особую комиссию для окончательного решения вопроса об авторстве. Француз признан единоличным автором бетонных трибун и реконструкции некрополя у Кремлёвской стены, тогда как у Мавзолея три равноправных автора — Щусев, Француз и Г. К. Яковлев. Щусев и Француз создавали эскизы новых, перспективных вариантов, а Яковлев детально разрабатывал эти эскизы. Перестройку Мавзолея в 1939—1944 годы возглавлял Н. В. Горбачёв, а Щусев, совместно с Б. И. Яковлевым, создал проект саркофага Ленина.

## Список построек
Список упорядочен по годам начала работ над фактически реализованным проектами. Если реализованному проекту предшествовали иные, существенно отличные от него проекты (церковь на Куликовом поле, Казанский вокзал), то годы работы над ними упоминаются в столбце «примечания».
| Датировка проекта | Годы постройки        | Название | Расположение                                                                                 | Изображение       | Соавторы и исполнители | Примечания |
| ----------------- | --------------------- | --- | -------------------------------------------------------------------------------------------- | ----------------- | --- | --- |
| 1894              | 1894                  | Служебные постройки в имении Сахарна                                                                                | Сахарна 47,6876° с. ш. 28,9749° в. д.                                                        |                   | | [ 21 ] |
| 1895              | 1896                  | Часовня на могиле Д. П. Поздеева-Шубина                                                                             | Санкт-Петербург, Никольское кладбище Александро-Невской лавры                                |                   | | Не сохранилась |
| 1897              |                       | Дача Карчевских | Кишинёв, Долина Роз, улица Малина Маре 46,9918° с. ш. 28,8421° в. д.                         |                   | | Сохранилась с переделками |
| 1898              | 1901—1902             | Дом Драгоева | Кишинёв, улица Бернардацци, 97 47,0174° с. ш. 28,8254° в. д.                                 |                   | | [ 21 ] |
| 1898              | 1901—1902             | Дом Карчевских | Кишинёв, улица Бернардацци, 95 47,0172° с. ш. 28,8257° в. д.                                 |                   | | [ 21 ] |
| 1902              | 1902                  | Надстройка и декор фасада дома Олсуфьевых                                                                           | Санкт-Петербург, Набережная реки Фонтанки, 14, южный корпус 59,9416° с. ш. 30,3396° в. д.    |                   | | [ 24 ] |
| 1903              | 1910                  | Иконостас и киоты трапезной церкви Киево-Печерской лавры                                                            | Киев, Киево-Печерская лавра 50,4349° с. ш. 30,5576° в. д.                                    |                   | | [ 25 ] |
| 1904              | 1905—1907             | Надгробная часовня на могиле Н. Л. Шабельской                                                                       | Ницца, Русское кладбище 43,6787° с. ш. 7,2158° в. д.                                         |                   | | [ 26 ] [ 24 ] [ 27 ] |
| 1905—             | 1906—1912             | Собор во имя Святой Троицы Почаевской лавры                                                                         | Почаев 50,0049° с. ш. 25,5068° в. д.                                                         |                   | Помощник архитектора А. М. Рухлядев, художники Н. К. Рерих, В. С. Щербаков, А. В. Щусев с детализацией В. И. Быстренина и П. И. Нерадовского | Завершён постройкой в 1908, отделан в 1909—1911, освящён 9 января 1912 года |
| 1907—1908         | 1908—1912             | Реставрация руинированной церкви во имя святителя Василия Великого                                                  | Овруч 51,3153° с. ш. 28,7998° в. д.                                                          |                   | Реставратор П. П. Покрышкин, архитектор А. В. Щусев. Помощники архитектора Л. А. Веснин, В. Н. Максимов. Росписи А. П. Блазнова, К. С. Петрова-Водкина, К. М. Савенюка | Первый (пятиглавый) проект — 1904—1905 |
| 1908—1909         | 1908—1912             | Василиевский женский монастырь (кельи, просвирня, колокольня и ворота)                                              | Овруч 51,3150° с. ш. 28,8002° в. д.                                                          |                   | | Монастырь дважды закрывался (1929, 1958), возобновлён в 1991 году |
| 1908—1912         | 1913—1918             | Церковь во имя преподобного Сергия Радонежского на Куликовом поле в память победы Дмитрия Донского в 1380 году      | Близ Ивановки, Куркинский район Тульской области 53,6068° с. ш. 38,6701° в. д.               |                   | Художники В. А. Комаровский, Ф. Я. Мишаков, П. И. Нерадовский, Д. С. Стеллецкий, С. В. Олсуфьева | Первый и второй нереализованные проекты — 1902 и 1904. Церковь по третьему проекту освящена с незавершёнными интерьерами в марте 1918. Реставрирована в 1979—1980 и 1990-е годы.               |
| 1908—1912         | 1908—1912             | Марфо-Мариинская обитель сестёр милосердия великой княгини Елизаветы Фёдоровны                                      | Москва, Большая Ордынка, 34 55,7377° с. ш. 7,6234° в. д.                                     |                   | Художники М. В. Нестеров (верхний храм), А. Д. Корин и П. Д. Корин (нижний храм) | Освящена в апреле 1912, закрыта в 1928, восстановлена в 1990-е годы |
| 1909              | 1911—1913             | Церковь во имя Всемилостивейшего Спаса с музеем в имении П. И. Харитоненко «Натальевка»                             | Владимировка, Богодуховский район Харьковской области 50,0743° с. ш. 35,2887° в. д.          |                   | Помощник архитектора А. М. Рухлядев, художник А. И. Савинов, скульпторы C. A. Евсеев, C. Т. Коненков, А. Т. Матвеев | [ 30 ] [ 32 ] |
| 1910              | 1910                  | Надстройка и декор фасада дома Олсуфьевых                                                                           | Санкт-Петербург, Набережная реки Фонтанки, 14, северный корпус 59,9418° с. ш. 30,3394° в. д. |                   | | [ 32 ] |
| 1910—1911         | 1911—1913             | Пещерный храм-часовня Рождества Богородицы в нижнем этаже Никольского собора Казанского Богородицкого монастыря     | Казань, улица Япеева, 11А 55,7999° с. ш. 49,1139° в. д.                                      |                   | Руководитель работ инженер Г. П. Голышев | Освящён 20 апреля 1913 года. РазрушенНыне снова построен, по эскизам Щусева, функционирует. |
| 1911—1912         | 1913—1914             | Странноприимный дом с церковью во имя святителя и чудотворца Николая Мирликийского и представительством ИППО в Бари | Бари, Корсо Бенедетто Кроче, 130 41,1103° с. ш. 16,8723° в. д.                               |                   | Фрески В. И. Шухаева | [ 36 ] |
| 1911              | 1911—1913             | Часовня великомученицы Анастасии Римляныни на Завеличье                                                             | Псков, Рижская улица у Ольгинского моста 57,8185° с. ш. 28,3254° в. д.                       |                   | Росписи Г. О. Чирикова по эскизам Н. К. Рериха | Реставрирована Н. С. Рахманиной в 1970—1973 годы |
| 1911              | 1913                  | Надгробие-крест на могиле П. А. Столыпина                                                                           | Киев, у стены трапезной церкви Киево-Печерской лавры 50,4349° с. ш. 30,5576° в. д.           |                   | | Временное надгробие. Демонтировано в 1960-е годы, установлено вновь в 1989 году. Постоянный памятник работы Щусева и Нестерова был изготовлен, но не был установлен и предположительно утрачен |
| 1912              | 1912—1916             | Церковь во имя Михаила Архангела в имении Кугурешты                                                                 | Верхние Кугурешты, Флорештский район 47,9195° с. ш. 28,5550° в. д.                           |                   | Помошник архитектора А. В. Снигарёв | [ 38 ] [ 37 ] |
| 1912              | 1912—1913             | Церковь во имя Христа-Спасителя, преподобного Серафима Саровского и великомученицы Екатерины в Сан-Ремо             | Сан-Ремо, Виа Нуволони, 2 43,8144° с. ш. 7,7702° в. д.                                       |                   | Чертежи Пьетро Агости, инженер А. Торнатори. Участие Щусева подтверждается лишь воспоминаниями А. М. Суханиной, входившей в попечительский комитет строительства. В составленных Щусевым списках церковь не значится. | Освящена в декабре 1913 году с незавершённой отделкой |
| 1912              | 1913—1914             | Надгробие А. И. Куинджи на Смоленском кладбище                                                                      | Санкт-Петербург, Тихвинское кладбище Александро-Невской лавры 59,9222° с. ш. 30,3846° в. д.  |                   | Художник Н. К. Рерих, скульптор В. А. Беклемишев при участии С. А. Евсеева | В 1952 году перенесено со Смоленского кладбища в Некрополь мастеров искусств (Тихвинское кладбище)                                                                                             |
| 1912—1913         |                       | Иконостас, внутреннее убранство, пол, колокола и ограда Троицкого собора в Сумах                                    | Сумы, Троицкая площадь 50,9173° с. ш. 34,8165° в. д.                                         |                   | Художники М. В. Нестеров, К. С. Петров-Водкин | Осуществлены частично, иконостас погиб при транспортировке из Италии |
| 1913              |                       | Склеп семьи Терещенко в Трёх-Анастасиевском соборе                                                                  | Глухов, Трёх-Анастасиевский собор 51,6753° с. ш. 33,9120° в. д.                              |                   | | [ 37 ] |
| 1913              | 1913—1914             | Русский павильон на венецианском биеннале                                                                           | Венеция, парк Биеннале 45,4283° с. ш. 12,3577° в. д.                                         |                   | Руководитель строительства Фаусто Финци | [ 41 ] [ 42 ] [ 37 ] |
| 1913              | 1914—1915             | Часовня-памятник к 300-летию дома Романовых                                                                         | Нижние Вязовые, близ Зеленодольского моста 55,8151° с. ш. 48,5155° в. д.                     |                   | Художник Е. Е. Лансере | Осуществлена частично, без росписей интерьера |
| 1913—             | 1913—1926 1930—1940-е | Казанский вокзал | Москва, Комсомольская площадь 55,7744° с. ш. 37,6556° в. д.                                  |                   | | Первый нереализованный проект — 1911 год. Расширение и новый декор башни по проектам Щусева — 1930-е и 1940-е годы                                                                             |
| 1913—             | 1913—1919             | Каланчёвский путепровод                                                                                             | Москва, Комсомольская площадь 55,7744° с. ш. 37,6532° в. д.                                  |                   | | Первый, нереализованный проект в неорусском стиле - 1911 год |
| 1914—1915         | 1914—1920-е           | Типовые вокзалы IV класса Московско-Казанской железной дороги (сохранились фрагментарно)                            | Камбарка 56,2605° с. ш. 54,2286° в. д.                                                       |                   | | [ 46 ] |
| 1914—1915         | 1914—1920-е           | Типовые вокзалы IV класса Московско-Казанской железной дороги (сохранились фрагментарно)                            | Кизнер 56,2830° с. ш. 51,5101° в. д.                                                         |                   | | [ 46 ] |
| 1914—1915         | 1914—1920-е           | Типовые вокзалы IV класса Московско-Казанской железной дороги (сохранились фрагментарно)                            | Можга 56,4466° с. ш. 52,2016° в. д.                                                          |                   | | [ 46 ] |
| 1914—1915         | 1914—1920-е           | Типовые вокзалы IV класса Московско-Казанской железной дороги (сохранились фрагментарно)                            | Моховые горы 56,3574° с. ш. 44,0723° в. д.                                                   |                   | | Построен не ранее 1918 года |
| 1914              | 1914—1916             | Вокзал станции Красноуфимск                                                                                         | Красноуфимск 56,5982° с. ш. 57,7578° в. д.                                                   |                   | | [ 46 ] |
| 1914              | 1914—1916             | Вокзал станции Сарапул                                                                                              | Сарапул 56,4505° с. ш. 53,7811° в. д.                                                        |                   | | Не сохранился |
| 1914              | 1914—1916             | Вокзал станции Семёнов                                                                                              | Семёнов 56,7937° с. ш. 44,4811° в. д.                                                        |                   | | Не сохранился |
| 1914              | 1914—1916             | Вокзал станции Сергач                                                                                               | Сергач 55,5199° с. ш. 45,4955° в. д.                                                         |                   | | [ 46 ] |
| 1915—1916         | 1915—1916             | Церковь во имя Преображения Господня на Московском городском братском кладбище                                      | Москва, на месте дома по улице Луиджи Лонго, 13 корпуc 3 55,7993° с. ш. 37,5171° в. д.       |                   | Xудожник А. И. Савинов | Снесена в 1932 году |
| 1916—1918         | 1919—1920             | Вокзал станции Керженец                                                                                             | Беласовка, Нижегородская область 56,9164° с. ш. 44,6206° в. д.                               |                   | | Первый проект 1914 года не реализован |
| 1923              | 1923                  | Приспособление бывшего завода «Крымский Бромлей» под кустарный павильон Всероссийской выставки                      | Москва, Крымский Вал, 9 стр.45 55,7328° с. ш. 37,6011° в. д.                                 |                   | Чертежи А. В. Снигарёва, интерьеры Г. П. Пашкова и Н. П. Пашкова, дизайн фасадов А. А. Дейнека | В 1930-е годы павильон был перестроен в здание администрации парка Горького, декор 1923 года утрачен                                                                                           |
| 1923              | 1923                  | Пропилеи на Тверской площади                                                                                        | Москва, Тверская площадь 55,7618° с. ш. 37,6102° в. д.                                       |                   | | Не сохранились |
| 1924              | 1924                  | Первый деревянный мавзолей Ленина                                                                                   | Москва, Красная площадь 55,7536° с. ш. 37,6199° в. д.                                        |                   | | Построен в январе, разобран в марте 1924 года |
| 1924              | 1924                  | Второй деревянный мавзолей Ленина                                                                                   | Москва, Красная площадь 55,7536° с. ш. 37,6199° в. д.                                        |                   | | Построен в марте-апреле 1924 года, разобран в 1929 году |
| 1925              | 1926                  | Центральный дом культуры железнодорожников (в проекте — клуб имени Октябрьской Революции)                           | Москва, Комсомольская площадь 55,7755° с. ш. 37,6584° в. д.                                  |                   | | [ 53 ] |
| 1927              | 1928                  | Жилой дом артистов МХАТ                                                                                             | Москва, Брюсов переулок, 17 55,7597° с. ш. 37,6078° в. д.                                    |                   | | [ 53 ] |
| 1927              | 1927—1928             | Санаторий в Мацесте (НИИ курортологии и физиотерапии)                                                               | Сочи, микрорайон Приморье 43,5468° с. ш. 39,7890° в. д.                                      |                   | | Здание заброшено |
| 1928              | 1933                  | Здание Наркомзема (в проекте — Коопстрахсоюза)                                                                      | Москва, Орликов переулок, 1/11 55,7702° с. ш. 37,6458° в. д.                                 |                   | Архитекторы А. З. Гринберг (первоначальный проект) и А. В. Щусев (изменённый проект и руководство строительством), соавторы И. А. Француз и Г. К. Яковлев. Чертежи проекта исполнили Француз, Яковлев, Д. Д. Булгаков и другие | [ 55 ] [ 13 ] |
| 1929              | 1929—1930             | Третий, постоянный Мавзолей Ленина                                                                                  | Москва, Красная площадь 55,7536° с. ш. 37,6199° в. д.                                        |                   | Архитекторы А. В. Щусев, И. А. Француз, Г. К. Яковлев | С последующими перестройками, незначительно изменившими внешний облик |
| 1929              | 1930—1934             | Военно-транспортная академия (в проекте Механический институт имени Ломоносова)                                     | Москва, Большая Садовая, 14 55,7676° с. ш. 37,5939° в. д.                                    |                   | Архитекторы А. В. Щусев, Г. К. Яковлев | [ 55 ] |
| 1931              | 1934                  | Гостиница «Интурист» Батуми                                                                                         | Батуми, улица Ниношвили 11 41,6524° с. ш. 41,6350° в. д.                                     |                   | | [ 55 ] |
| 1931              | 1938                  | Гостиница «Интурист» Баку                                                                                           | Баку, пос. Баилово 40,3541° с. ш. 49,8335° в. д.                                             | фото здания-копии | | Сгорела в 2005 году. В 2015 году неподалёку выстроено здание-копия |
| 1933—1935         | 1932—1935             | Первая очередь гостиницы «Москва» (в проекте — гостиница Моссовета)                                                 | Москва, Охотный ряд, 2 55,7569° с. ш. 37,6167° в. д.                                         |                   | Авторы первоначального проекта Л. И. Савельев и О. А. Стапран, фактически построенных корпусов — Щусев, Савельев и Стапран | Застройка гостиничного квартала завершена в 1977 году. Все постройки 1930—1970-х годов снесены в 2004 году. К 2013 году на месте «Москвы» построено здание-копия                               |
| 1933              | 1947                  | Большой театр имени Алишера Навои                                                                                   | Ташкент, улица Зарафшан, 8 41,3092° с. ш. 69,2716° в. д.                                     |                   | | [ 60 ] |
| 1933              | 1936                  | Дом артистов Большого театра в Брюсовом переулке                                                                    | Москва, Брюсов переулок, 7 55,7584° с. ш. 37,6059° в. д.                                     |                   | | [ 60 ] |
| 1933              | 1938                  | Институт Маркса-Энгельса-Ленина                                                                                     | Тбилиси, Проспект Руставели, 29 41,7023° с. ш. 44,7945° в. д.                                |                   | | В XXI веке перестроен в отель, сзади пристроена башня |
| 1934              | 1938                  | Дом на Ростовской набережной                                                                                        | Москва, Ростовская набережная, 5 55,7424° с. ш. 37,5754° в. д.                               |                   | Архитекторы А. В. Щусев, А. К. Ростковский | [ 60 ] |
| 1935              | 1938                  | Большой Москворецкий мост                                                                                           | Москва 55,7468° с. ш. 37,6122° в. д.                                                         |                   | Инженер В. С. Кириллов, архитекторы А. В. Щусев, П. М. Сардарян | Реализован в упрощённом виде, без предусмотренных проектом скульптурных групп В. И. Мухиной |
| 1936              | 1936—1944             | Щусевский корпус Третьяковской галереи                                                                              | Москва, Лаврушинский переулок, 10 стр.4 55,7418° с. ш. 37,6203° в. д.                        |                   | Руководитель проекта А. В. Снигарёв | [ 63 ] [ 64 ] [ 65 ] |
| 1935              | 1937—1939             | Жилой дом на Смоленской набережной                                                                                  | Москва, Новый Арбат, 31/12 55,7520° с. ш. 37,5756° в. д.                                     |                   | Архитекторы А. В. Щусев, А. К. Ростковский | [ 60 ] |
| 1938              | 1939                  | Жилой дом Академии наук СССР                                                                                        | Москва, Ленинский проспект, 13 55,7216° с. ш. 37,6016° в. д.                                 |                   | Архитекторы А. В. Щусев, А. К. Ростковский при участии М. М. Бузоглы, Л. И. Лус | [ 62 ] |
| 1939              | 1948                  | Здание органов госбезопасности на Лубянке                                                                           | Москва, Лубянская площадь 55,7603° с. ш. 37,6276° в. д.                                      |                   | | При жизни Щусева осуществлена только правая (восточная) часть фасада. Левая часть завершена в 1980-е годы по проекту Г. В. Макаревича                                                          |
| 1939              | 1939—1941             | Институт генетики АН СССР                                                                                           | Москва, Ленинский проспект, 55 55,6990° с. ш. 37,5661° в. д.                                 |                   | Архитекторы А. В. Щусев, Н. М. Морозов, А. В. Снигарёв и Б. М. Тарелин | |
| 1939              | 1951                  | Институт точной механики и вычислительной техники АН СССР                                                           | Москва, Ленинский проспект, 51 55,6990° с. ш. 37,5661° в. д.                                 |                   | Архитекторы А. В. Щусев, Н. М. Морозов, А. В. Снигарёв и Б. М. Тарелин | |
| 1939—1944         | 1939—1944             | Саркофаг В. И. Ленина                                                                                               |                                                                                              |                   | Архитектор А. В. Щусев, скульптор Б. И. Яковлев. Руководитель проекта перестройки Мавзолея Н. В. Горбачёв | [ 20 ] [ 68 ] |
| 1941—1942         | 1942                  | Трофейный павильон в парке Горького                                                                                 | Москва, Пушкинская набережная 55,7297° с. ш. 37,5981° в. д.                                  |                   | | Разобран по окончании выставки трофеев (не ранее октября 1948 года) |
| 1942—1944         | 1940-е                | Жилые дома в Истре                                                                                                  | Истра 55,9221° с. ш. 36,8574° в. д.                                                          |                   | Реализована малая часть проекта реконструкции Истры, разработанного Щусевым и Е. Е. Лансере в 1942—1944 годы | Реализована малая часть проекта реконструкции Истры, разработанного Щусевым и Е. Е. Лансере в 1942—1944 годы                                                                                   |
| 1944—1948         | 1948—1957             | Здание академии наук Казахской ССР                                                                                  | Алма-Ата улица Шевченко, 28 43,2459° с. ш. 76,9531° в. д.                                    |                   | | [ 68 ] |
| 1944—             | 1947—1952             | Реконструкция Пулковской обсерватории                                                                               | Пулковская гора 59,7718° с. ш. 30,3262° в. д.                                                |                   | Исторический проект А. П. Брюллова. Форпроект реконструкции А. В. Щусева (институт «Академпроект») при участии А. В. Власова. Уточнение генплана — В. Л. Гофман, В. И. Яковлев. Реконструкция главного здания — архитектор М. А. Захарьевская, инженер Е. А. Москаленко, скульптор Д. Х. Еникеев, интерьеры И. Н. Бенуа и Ф. Ф. Олейник | [ 68 ] [ 70 ] |
| 1946—1947         | 1951                  | Институт органической химии АН СССР                                                                                 | Москва, Ленинский проспект, 47 55,7021° с. ш. 37,5718° в. д.                                 |                   | Архитекторы А. В. Щусев, Н. М. Морозов, А. В. Снигарёв и Б. М. Тарелин. Щусев занимался институтами мало, реальное проектирование вели его помощники | [ 68 ] |
| 1946—1947         | 1951                  | Институт металлургии АН СССР                                                                                        | Москва, Ленинский проспект, 49 55,7003° с. ш. 37,5692° в. д.                                 |                   | Архитекторы А. В. Щусев, Н. М. Морозов, А. В. Снигарёв и Б. М. Тарелин. Щусев занимался институтами мало, реальное проектирование вели его помощники | [ 68 ] |
| 1946—1947         | 1951                  | Физический институт АН СССР                                                                                         | Москва, Ленинский проспект, 53 55,6977° с. ш. 37,5655° в. д.                                 |                   | Архитекторы А. В. Щусев, Н. М. Морозов, А. В. Снигарёв и Б. М. Тарелин. Щусев занимался институтами мало, реальное проектирование вели его помощники | [ 68 ] |
| 1945—1949         | 1945—1951             | Станция метро «Комсомольская» Кольцевая линия                                                                       | Москва, Комсомольская площадь 55,7765° с. ш. 37,6561° в. д.                                  |                   | Архитекторы А. В. Щусев В. Д. Кокорин, А. Ю. Заболотная при участии В. С. Варванина, О. А. Великорецкого, А. М. Семёнова, А. Ф. Фокиной. Мозаики П. Д. Корина. Скульпторы С. В. Казаков, Г. И. Мотовилов, А. М. Сергеев | [ 72 ] |